# محمد صادقی (بازیگر)
محمد صادقی (زادهٔ ۱۳۳۶) بازیگر اهل ایران است. او در سریال‌هایی مانند ولایت عشق (۱۳۷۹) و مختارنامه (۱۳۸۹–۱۳۹۰)، چهره‌های تاریخی را به تصویر کشید.

## زندگی
محمد صادقی در ۱۳۳۶ در مشهد زاده شد. او در ۱۷ سالگی دیپلم گرفت و در دو رشته صنایع غذایی، مکانیک ماشین‌های کشاورزی قبول شد. اما به هیچ‌کدام از این رشته‌ها علاقه‌ای نداشت و برخلاف میلش برای ادامه تحصیل به خارج از کشور رفت. صادقی در آمریکا در دانشگاه ایالتی ویسکانسین در مقاطع کارشناسی، کارشناسی ارشد، و دکترا در رشته علوم ارتباطات اجتماعی و هنرهای ارتباطی تحصیل کرد. او همچنین برای تکمیل تحصیلات بازیگری در چند مدرسه بازیگری از جمله مدرسه سنفورد مایزنر و لی استراس برگا تحصیل کرد. محمد صادقی در سال ۱۳۷۰ به ایران بازگشت.

## فیلم‌شناسی

### سینما
| سال  | عنوان             | نقش            | توضیحات |
| ---- | ----------------- | -------------- | ------- |
| ۱۳۹۱ | لاله              | -              | -       |
| ۱۳۹۰ | پایان‌نامه         |                |         |
| ۱۳۸۶ | پرچم‌های قلعه کاوه |                |         |
| ۱۳۸۴ | ابراهیم خلیل‌الله  | ابراهیم        |         |
| ۱۳۸۴ | شهر آشوب          | الغ‌بیگ         |         |
| ۱۳۸۲ | شاه خاموش         | چارلز مارلینگ  |         |
| ۱۳۸۲ | کودتای سیاه       | اردشیر ریپورتر |         |
| ۱۳۸۲ | وعده دیدار        |                |         |
| ۱۳۸۲ | پرده عشق          | امیر حجتی      |         |
| ۱۳۸۰ | ولایت عشق         | مأمون          |         |
| ۱۳۷۸ | تو را دوست دارم   |                |         |
| ۱۳۷۶ | زخمی              | ستوان عزیز     |         |
| ۱۳۷۴ | فرار مرگبار       | رضا جانباز     |         |

### تلویزیون
| عنوان                | نقش                  | توضیحات                     |
| -------------------- | -------------------- | --------------------------- |
| روزهای به یاد ماندنی | چارلز مارلینگ        |                             |
| هشت پا               | بازپرس               | آبان 1403 از شبکه یک پخش شد |
| عمارت فرنگی          | میرزا کوچک خان جنگلی |                             |
| مختارنامه            | عبدالله بن مطیع      |                             |
| سال‌های مشروطه        | امیرکبیر             |                             |
| ولایت عشق            | مأمون عباسی          |                             |
| عطر گل یاس           |                      |                             |
| کودتای سیاه          | اردشیر ریپورتر       | تله‌فیلم محصول سال ۱۳۸۲      |
| از جنوب تا شمال      |                      |                             |
| خواب و بیدار         | سروان مرتضی حسینی    |                             |
| بی‌صدا فریاد کن       |                      |                             |
| ستاره خضراء          | پدر انطوان           | راهب نصرانی                 |
| دوران سرکشی          |                      |                             |
| ماه از روی سکو       |                      |                             |
| بهشت گم‌شده           |                      |                             |
| شهر دقیانوس          |                      |                             |
| مهر و خون            |                      | مجموعه تلویزیونی            |
| مثل یک کابوس         |                      |                             |
| سایه روشن            |                      |                             |
| مثل یک کابوس         |                      |                             |
| قهر و آشتی           |                      |                             |
| بی‌قرار               |                      | فصل اول                     |
| زخم                  |                      |                             |
| بی‌قرار               |                      | فصل دوم                     |
| فوق سری              | مجید باستان          |                             |
| تصمیم منطقی          |                      |                             |
| روزی روزگاری برادر   |                      |                             |